# 礼嘉街道
礼嘉街道，是中华人民共和国重庆市渝北区下辖的一个乡镇级行政单位，现由重庆两江新区代管。

## 历史沿革
礼嘉原名李家场，始建于清乾隆年间，隶四川省重庆府江北厅礼里，距江北城52里，每逢三、六、九赶集。民国五年（1916年）由原隶礼里、濒临嘉陵江，取“礼”、“嘉”二字，更名为礼嘉场，隶江北县义里。 十九年（1933年）设礼嘉乡，之后相继隶江北县第四区、第二区、第四区、第一区、第二区、第一区等。1994年撤销江北县礼嘉乡，设重庆市渝北区礼嘉镇。2001年，重庆北部新区成立，管辖礼嘉等4个镇，其中礼嘉镇、鸳鸯镇由重庆经济技术开发区代管。2010年8月，北部新区由两江新区管辖，礼嘉不再受重庆经济技术开发区管辖。2011年12月23日，经重庆市人民政府批准，撤销礼嘉镇，设立礼嘉街道。2013年10月，析礼嘉街道、大竹林街道设立康美街道。2016年2月，北部新区撤销，礼嘉街道纳入两江新区直管区，行政管理工作由两江新区管委会负责，疾病防控、征兵工作由渝北区政府负责。

## 行政区划
礼嘉街道东接鸳鸯街道（以金山大道为界），南靠康美街道（以金渝大道为界），西临北碚区童家溪镇（与嘉陵江相隔），北连翠云街道、悦来街道、北碚区蔡家岗街道（与嘉陵江相隔）。现下辖以下地区：
富安社区、白马社区、嘉兴社区、嘉和社区。

## 政务
| 截止2015年，礼嘉街道机构设置如下： | - 党工委书记喻宗华 - 党工委副书记、办事处主任潘明 - 党工委委员、人大工委主任邓学锋 - 党工委副书记张光英 - 党工委委员、办事处副主任江信敏 - 党工委委员、纪工委书记李迅 - 党工委委员、办事处副主任刘远全 - 党工委宣传委员邱德华 - 党工委组织委员陈昌奎 - 党工委委员、武装部长李前杰 - 办事处副处长级干部郑会贤 - 办事处副处长级干部于洪源 - 党工委委员、办事处主任助理唐家明 |

## 交通
- 礼嘉站